# Jaka Marinšek
Jaka Marinšek ist ein früherer slowenischer Bogenbiathlet.
Jaka Marinšek startete bei den Bogenbiathlon-Weltmeisterschaften 2004 in Pokljuka, wo er 25. in Sprint und Massenstart wurde, das Verfolgungsrennen aber nicht beendete. Ein Jahr später gewann er in Forni Avoltri an der Seite von Matej Krumpestar, Andrej Zupan und Vid Vončina hinter der russischen Vertretung die Staffel-Silbermedaille und erreichte damit seinen größten internationalen Erfolg.